# 캐네디언 타이어 센터
캐네디언 타이어 센터(영어: Canadian Tire Centre)은 캐나다 온타리오주 오타와에 위치한 실내 경기장이다. NHL 오타와 세너터스의 홈경기장으로 사용되고 있으며, NBL 캐나다 오타와 스카이호크스의 홈경기장으로 사용했다.
| NHL 올스타전 개최 경기장 |                             |                      |
| 2011년                   | 2012년 스코샤 뱅크 플레이스 | 2013년               |
| RBC 센터                 | 2012년 스코샤 뱅크 플레이스 | 파업으로 인해 미개최 |
|                          |                             |                      |
|                          |                             |                      |

## 같이 보기
- 뉴 오타와 아레나